# Gåsborn
Gåsborn är kyrkbyn i Gåsborns socken, Filipstads kommun, Värmlands län. Gåsborn är beläget cirka 5 kilometer öster om Långban och 25 kilometer norr om centralorten Filipstad. Gåsborn passeras av länsväg S 847 mot Fredriksberg och utgör den västra ändpunkten för länsväg S 851 mot Hällefors. 
Här finns Gåsborns kyrka, ursprungligen sedan 1600-talet, dagens byggnad sedan 1947. 

## Industrihistoria
Gåsbornshyttan anlades under 1580-talet och uppträder för första gången i 1584 års jordebok.